# جسر جوليان دوبيوك
جسر جوليان دوبيوك (Julien Dubuque Bridge) هو جسر فوق نهر المسيسيبي الذي يربط مدينة دوبيوك بولاية آيوا ومدينة إيست دوبيوك بولاية إلينوي. 
والجسر جزء من طريق الولايات المتحدة رقم 20. إنه وهوأحد جسري السيارات فوق نهر المسيسيبي في المنطقة (جسر دوبيوك ويسكونسن الذي يبلغ طوله ثلاثة ميل (4.8 كـم) يربط الشمال بين دوبيوك وويسكونسن)، وهو مدرج في السجل الوطني للأماكن التاريخية.